# Rapid tooling
Rapid tooling, Szybkie wytwarzanie narzędzi – metoda stosowana głównie w technologii obróbki plastycznej oraz formowania wtryskowego. Polega na wytworzeniu formy do produkcji małoseryjnej lub jednostkowej, na podstawie modelu fizycznego zbudowanego wcześniej za pomocą np. Rapid prototyping
Formy wykorzystywane do kształtowania plastycznego wytwarza się z odpowiednich mieszanin materiałów ceramicznych, żywic utwardzalnych i aluminium. Następnie pokrywa się je powierzchniowo warstwą metalu, zazwyczaj niskotopliwego.
Techniki rapid tooling są trudne do sklasyfikowania, co wynika z tego, że ich rodzaje i zastosowanie często zależą od inwestycji na jaką zdecyduje się projektant. Techniki, które można wyróżnić jako często stosowane w przemyśle to:
- Formowanie próżniowe w silikonowych formach – technologia Vacuum Casting (VC), nazywana też odlewaniem próżniowym tworzyw sztucznych, tłumacząc dosłownie z języka angielskiego,
- Napylanie wzorcowych modeli, które zostały wykonane przykładowo technikami Rapid prototyping, stopami metali niskotopliwych. W ten sposób uzyskuje się metalową skorupę formy, która całkowicie odwzorowuje geometrię wzorcowego modelu. Technologia ta nazywana jest MCP/TAFA.